# 國立清華大學和國立新竹教育大學整併案

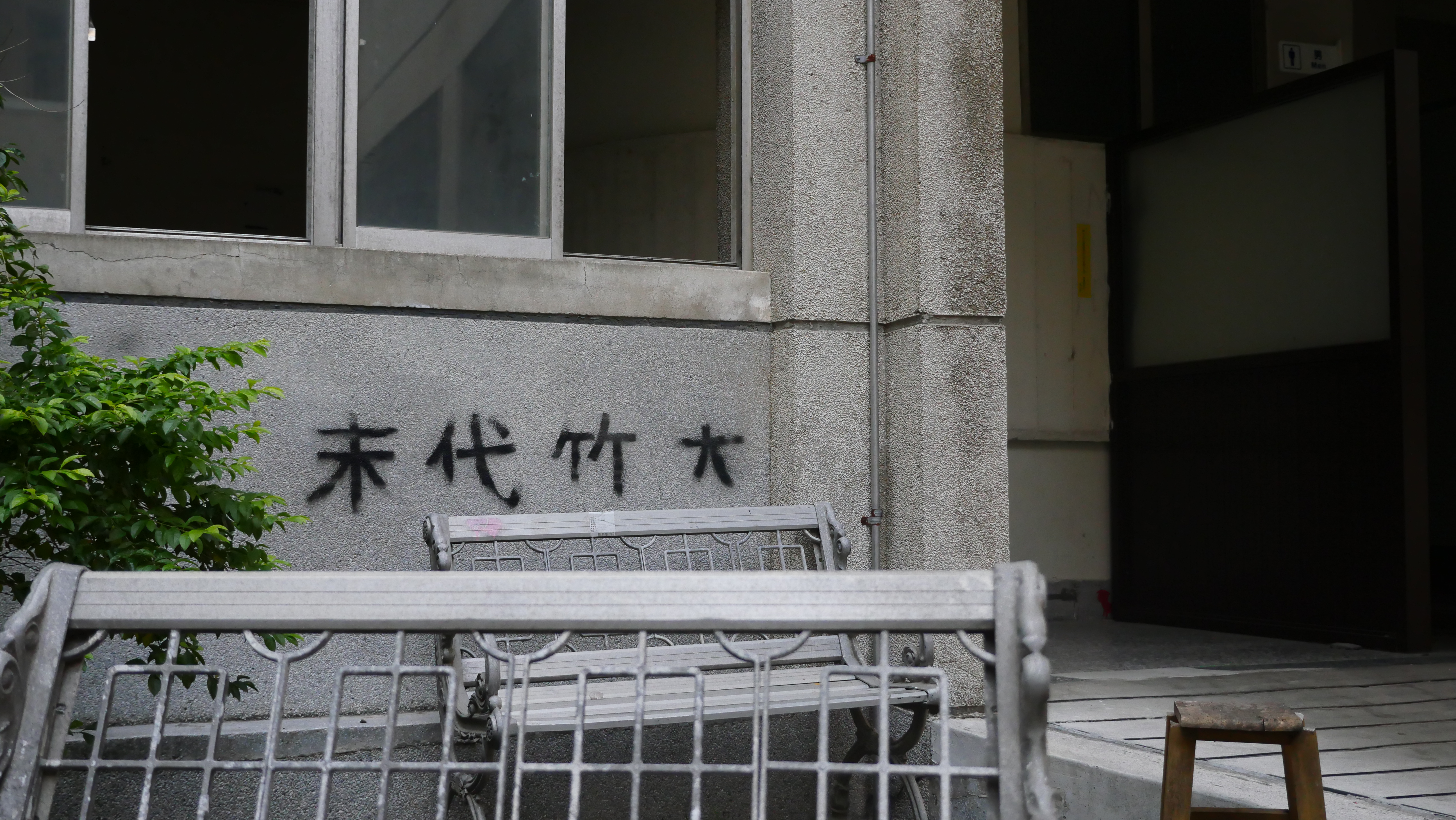
國立新竹教育大學在校園內的「末代竹大」噴漆

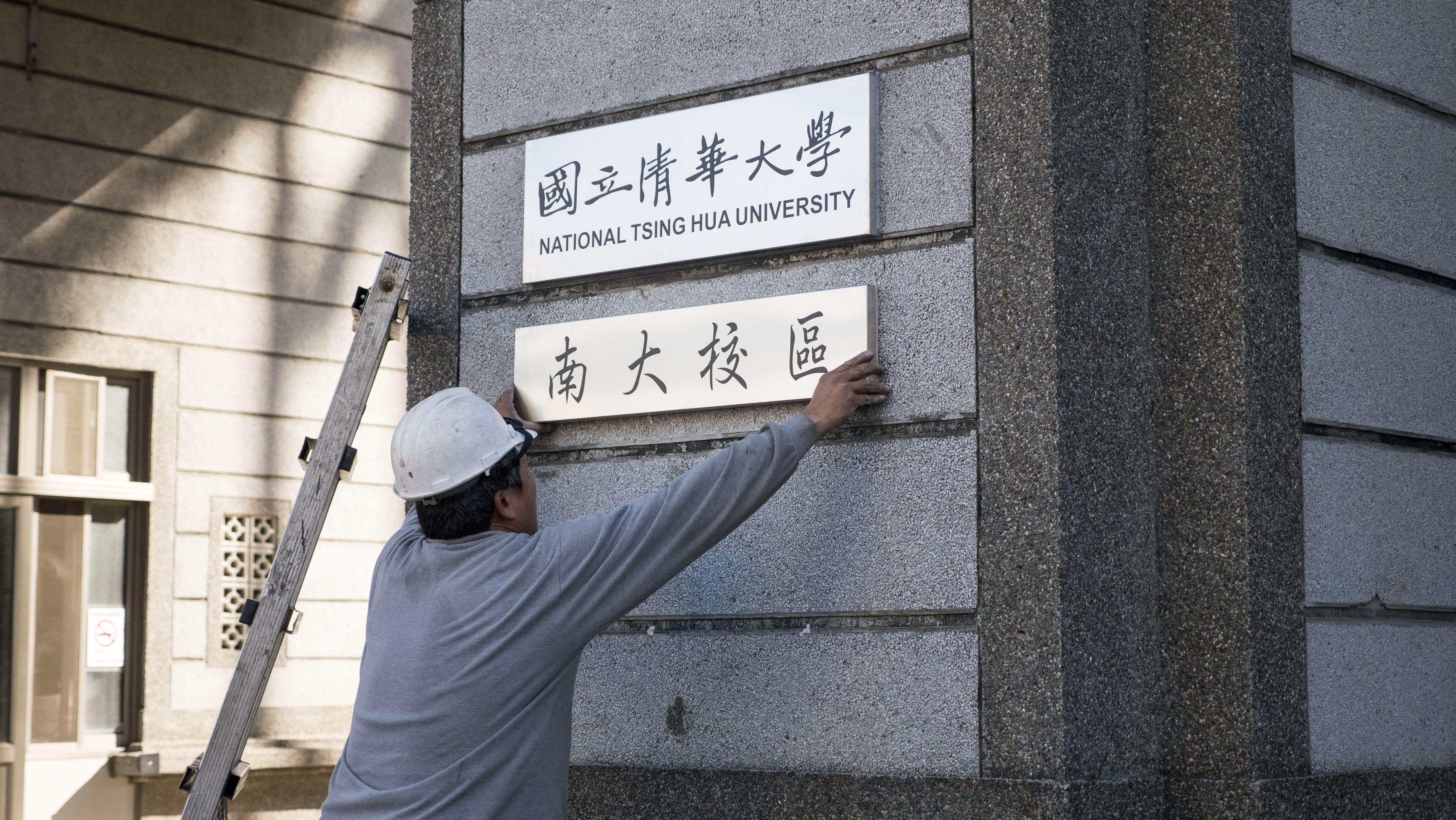
工人釘掛國立清華大學南大校區銘板

國立清華大學和國立新竹教育大學整併案是指自2006年來，中華民國國立新竹教育大學在改制為教育大學後，開始和國立清華大學共同推動的國立大學整併案。受到少子化衝擊，臺灣許多大學招生出現問題，中華民國教育部因而開始積極推動大專院校整併工作，但過程遭遇許多困難。2006年，清大和竹教大開始洽談合併事宜；但經長期討論後，清大在2009年發函至教育部報告暫緩。2011年，清華大學和新竹教育大學再度恢復討論，並積極推動整併案。2015年，兩校同時具函至教育部並提送合校意向書。2016年10月14日，兩校合併案獲得教育部核定。11月1日，兩校正式合併為「國立清華大學」。

## 合併背景

### 少子化影響

面對少子化問題的衝擊，中華民國教育部因而提出整併大專院校構想。

隨著中華民國少子化問題日趨嚴重，導致入學學生逐漸減少，中華民國教育部因而提出整併大專院校構想。在105學年度時，因為適逢虎年學生進入大專院校，就學人數便減少6萬人，新生人數也是首次低於25萬人。根據教育部統計，大專校院和專科學生在102學年度雖然有113.5萬人，但預估112學年度僅剩82萬人，10年內將減少31.5萬名學生，大學亦會短缺300億元學費收入。由於少子化困境、國內大學過多、招生困難和高等教育資源有限，教育部決定將高等教育政策朝向法人化與大學整併方向進行，包括積極推動各地區國立大學、私立大學整併案，並希望私立大學設置退場機制。
雖然原本規劃在大學數量減少後，得以優化研究教學和學生學習，且透過整併、提供資源來提升高等教育和區域大學競爭力。但國立大學整併案的推動過程，常因不同行政體系整合、科系整併、教師員額增減、財務整併等問題而面臨困難。2010年，為提早因應少子化影響、及處理國立大學整併案多年推動未果，立法院提議修正《大學法》內容，讓教育部具有實權，得以在評估高等教育資源後，主動推動國立大學整併，亦能主動介入合併案紛爭。2012年，教育部部務會報經審查後，也通過《國立大學合併推動辦法》，有權不需校務會議同意，便要求國立大學整併。教育部還為此組成合併推動審議會，公布整併藍圖，開始進行大學整併工作。
2015年，教育部宣布新學年度起將針對少子化做出因應，計畫159所公私立大專院校，在未來8年間減少50所，而51所公立大學將在2023年整併成8所至12所。教育部計畫在部會主導、學校自發的雙軌方式下，整合位置接近的學術領域資源，每個縣市僅留下1所公立大學，108所私立學校則減少20所至40所，並計畫增加北部學校數量、減少南部學校數量。教育部還將系所招生名額，從原來3年註冊率達70%的減招標準，縮短至2年註冊率未達70%就停招；同時要求各間大學重新檢討博士班招生名額，要求盡速減招，以避免多年培養的高階人力浪費，而計畫減少2,000多個名額。

### 教育大學變遷
過去在師範體系中，師範學校先後改制為師範專科學校和師範學院。但隨著《師資培育法》通過，反而造成國內師資過剩，且產生流浪教師過多等問題。過去師範學院的畢業生主要從事教師工作，在《師資培育法》和少子化影響下，教育部規劃師範學院必須轉型為教育大學。其中教育大學的定位為一般綜合型大學，不再以培養國小教師為教育目的。但由於師資人力過剩，教育體系大學普遍感到招生困難；這也讓教育部不鼓勵師範學校、教育大學持續擴張，且希望師範學校和教育大學系所能合併以共享資源。
2005年，行政院核准國立臺北師範學院、國立新竹師範學院、國立臺中師範學院、國立屏東師範學院、國立花蓮師範學院及臺北市立師範學院各自成立「教育大學改名籌備處」，每間學校必須提出轉型發展方案及與鄰近學校整併方案，計畫在8月前改名。3月23日，教育部召集6所師範學院的學校人員討論執行方針，且計畫成立教育大學策略聯盟，增加學校資源共享、合組大型研究團隊。而在3年後，6所教育大學的師資培育學生招生人數，減至各校招生總人數的31%至45%；總招生名額因而從93學年度的5,246人，逐年減少至96學年度的1,964人。
除了要求減少師資培育學生人數、並在2007年完成招生減半的目標外，教育部在改制案中也要求6所師範學院升格成教育大學後，應與鄰近大學研商整合方案，在3年至5年內積極整合，計畫在2010年全數整併。當中改制後的國立臺北教育大學、國立新竹教育大學、國立臺中教育大學、國立花蓮教育大學、國立屏東教育大學，分別和國立臺灣大學、國立清華大學、國立中興大學、國立東華大學、國立屏東商業技術學院等洽談合併。

### 學校發展

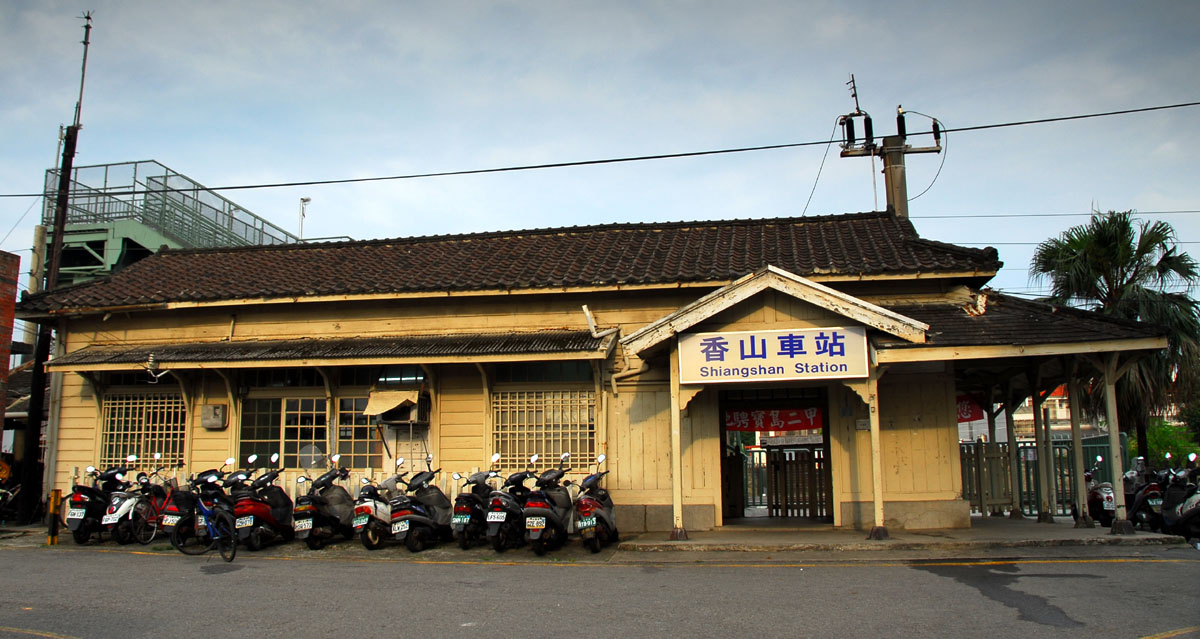
新竹師範學院曾因校地過小而計畫遷往香山區，但最後未有結果。

過去新竹師範學院由於校地過小，使其長期發展受限；但遷往香山區並改制為新竹大學的計畫，則因教育部補助經費未落實和新竹市政府未支持，在討論10年後破局，原本預定校地被安排其他用途。2005年8月1日，新竹師範學院正式改制為國立新竹教育大學，頒發新聘書給全校行政人員和各系所老師。在這之後，新竹教育大學是同步改制的6所教育大學中，最受教育部肯定者，主要推動教育事業經營、早期療育、運動指導員、地方研究整合、應用藝術及資訊多樣化等學程。隨著改制後的學生畢業目標轉型，新竹師範學院大幅調整系所、師資、課程計畫，將須修習教育學程的師資培育名額，從94學年度的85%、95學年度的60%減至96學年度的50%，3年後更降至31%。
與此同時，修習教育學程的學生則需先經校內篩選或考試，公費生人數也計畫減少。而除了幼兒教育學系、特殊教育學系外，其他科系名稱取消「教育」兩字，並新設教育心理與諮商學系和研究所、數位學習科技研究所。同時還減少教育課程，並強化專業課程深度與廣度，大量刪除僅具2學分與性質相似的課程，改為規劃3學分的核心課程。藉由這些措施，除了增加學生專業能力，亦減少教師授課負擔。
對於清大而言，新竹教育大學擁有清大沒有的教育與藝術領域，使得清華學術領域更加多元，提升清大學術聲望與研究能量。

## 第一次討論

### 開啟協商
新竹師範學院過去曾經與國立交通大學積極洽談合併事項，但後者並未有意願。新竹教育大學在轉制成教育大學體系後，除了持續重視地區中教、小教、幼教和特教領域的發展；且自2005年開始，也將重視高等教育的國立清華大學、交通大學列為可能整合對象，寄望能在未來5年內促成合併案。2005年，新竹教育大學校務會議通過與清華大學的合併議案。隔年2月，清華大學校務會議上也開始討論此事，雙方展開協商。
2006年11月27日，新竹教育大學和清華大學在教育部展開兩校三方會談，清華大學代表為副校長張石麟、教務長周懷樸、曾任行政院國家科學委員會副主任委員的資深教授廖俊臣；新竹教育大學代表為副校長王文秀及2名資深教授；教育部由政務次長呂木琳、前國立成功大學校長翁政義、負責嘉義師範學院與嘉義技術學院合併的校長楊國賜為代表。在教育部表態願意協助下，兩校決定1年至2年內制定出計畫書，並在呈交教育部後、展開合併作業。
其中根據計畫，清華大學與新竹教育大學合併後，新竹教育大學改名為「清華大學新竹師院」。與此同時，新竹市市長林政則則計畫憑藉著清華大學的完備教育資源，將鄰近清華大學的新竹市立建功高級中學改制為清華大學附屬中學，以成為新竹市最具競爭優勢的中學。同時也規劃在清華大學與新竹教育大學兩校合併後，加上國立新竹教育大學附設實驗國民小學，串連成從小學、中學、大學、研究所的一貫教育系統。

### 學校調整
清華大學與新竹教育大學的合併案採由下而上的協商方式，計畫互補所需以成為大型綜合性大學。其中清華大學以理工科系所為主，缺乏藝術與設計學系、音樂學系和體育學系，兩校類似的系所則包括新竹教育大學的區域人文社會學系、應用科學系、數學系及清華大學的教育學程。雖然兩校對於合併案完成持保留意見，但仍分別設立組織合併推動委員會，將協商重點放在計畫書內容上。合併案也在學生BBS上熱烈討論，兩校都有學生表態贊成，但多數持反對意見。
在校長曾憲政主導下，新竹教育大學開始就相關系所展開初步討論，計畫在2007年年底或2008年年初提出兩校共同願景，並提報給教育部；爾後繼續與學校教授、學生、職員協商，針對工作權和學習權等進行細部修正。為了能夠保障行政職員的工作權，兩校很快便同意全數保留新竹教育大學職員的工作職務。但儘管兩校有合併意願，也僅是讓雙方推動委員會持續召開會議討論，並未設定時間表。隨後新竹教育大學積極爭取每班學生人數從40人提高至50人，且增加具有競爭力的系所，更獲得「卓越師資培育獎學金」計畫補助。
2007年3月29日，新竹教育大學在內的9所師範大學、教育大學在聯合校務會議上，因不滿教育部預算決策，共同要求教育部放寬總量管制、及興建校舍的經費申請，不應同意一般綜合大學與私立大學擴張，而讓師範大學、教育大學處於競爭劣勢。教育部則表示對於有特殊需求的學校，能夠以專案申請並送至教育部評估，且不會額外為有公共安全疑慮的校舍補助修繕經費，需由各校自行籌措。另一方面，教育部也在完成《大學設立師資培育中心辦法》修正案，要求臺灣大學、清華大學等未設有教育系所的大學師培中心，必須在5年內停招。對此清華大學則表示，師資培育中心教師多半具有博士學位，因此將逐步轉型為高等教育研究所，並透過與新竹教育大學的合作繼續培育教師。

### 宣佈中止
在經多次合併協商後，清華大學與新竹教育大學雙方達成共識，但雙方對於整併方式、校園名稱、人事員額遲遲未有結果。2009年7月至10月，清華大學校長陳文村與新竹教育大學校長曾憲政4次拜會教育部，教育部承諾除了原先兩校經費加總外，配合併校增聘師資的需求，以8年為期限逐年增加補助款，第8年時約達1.6億元。然而清華大學不滿需承諾在8年內能夠進入世界學術排名前百名，該主觀因素也是第9年後的經費補助及整併成效標準，可能導致往後未有持續的經費補助。與此同時，儘管教育部同意補助28億元以修築必要校舍建築，但各棟建築工程規模仍需經過審議。
對此，清華大學認為教育部的補助內容未依自身標準編列，認為往後資源可能因為學校合併而稀釋。由於不可抗拒的變數過多，清華大學認為在校務會議上獲得通過的機會極小。與此同時，新竹教育大學校長曾憲政的任期也將在2010年1月屆滿，學校也已經為推動合併案，而一再延緩新任校長的遴聘作業。考量教育部相關規定與學校預期不符，兩校共同決定暫緩推動合併案。2009年11月4日，清華大學決議暫緩執行，並向教育部發函報告暫緩，雙方校長也分別致信給師生說明原委。不過兩校承諾若時機成熟、或教育部重新斟酌補助內容，便可重新啟動合併學校的議題。

## 立場轉換

### 大學法修正

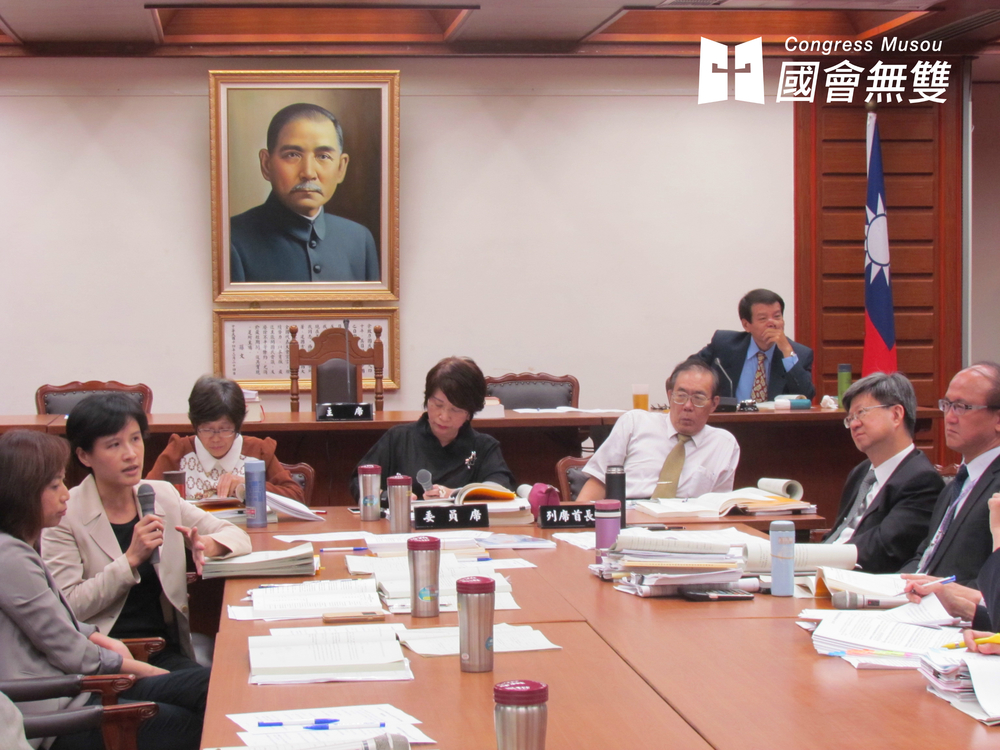
2010年，立法院教育及文化委員會初審通過《大學法》修正案。

過去國立大學合併提案，需經學校召開校務會議討論通過，才能送交合併計畫書至教育部，教育部則尊重學校需求和做法；但由於難以提出兩校都能接受的條件，過程亦容易受到反彈和阻力，甚至有學校藉此要求大額經費補助，最後僅有國立嘉義大學、國立東華大學、國立臺中科技大學等少數成功案例。為此，立法院教育及文化委員會在2010年初審通過《大學法》修正案，使教育部在國立大學的合併案中，具有行使大學整併的公權力，亦能夠掌握主導權。其中教育部能夠依照學校招生狀況、整併學校特色互補和教育資源整合等指標，推動大學所提出的整併計畫，並且也計畫在半年後便擬定相關配套辦法。
另一方面，教育部也能依法檢討高等教育整體發展、教育資源分布、學校地緣位置等條件，搭配經費補助和行政協助，自行擬訂國立大學合併計畫；在呈報給行政院核定後，國立大學必須依法配合執行，而不得拒絕。對此教育部計畫在法案三讀通過後，於3年內推動過去曾進行的臺灣大學和臺北教育大學、清華大學和新竹教育大學、臺灣師範大學和臺灣科技大學、中興大學和臺中教育大學、屏東教育大學和屏東科技大學等大學合併計畫。不過多數大學則表態，希望教育部多尊重學校意願，而不應強迫合併，且認為教育部先前主導的東華大學案例並不算真正成功。
在這當中，清華大學教務長陳信文也曾表示，當前因新竹教育大學遴選校長而暫停合併案，與新竹教育大學間的合併案可能在3年內談成，但認為教育部不應限定時間合併、且最好多尊重學校意願。另一方面，為了提升中小學師資水準，教育部召開師資培育合作體系運作方式研討會議，會議中提出「培育未來K-6頂尖教師之中心大學計畫」，規劃將5所教育大學整合成聯合教育大學系統，並規劃區域師資培育中心大學。但由於部分國立教育大學的品質、競爭力不如過往，部分科系錄取分數也已落後私立學校，因此發展聯合系統將和與其他學校合併同時進行。

### 整併條件

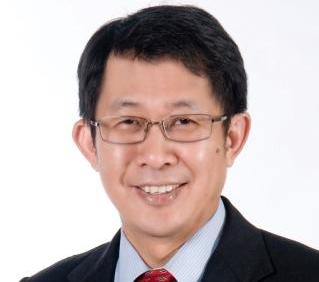
教育部部長蔣偉寧曾表示，將以「總人數低於1萬人、同縣市有2所以上國立大學」為優先合併對象。

2012年6月，教育部部務會報為了加速整併工作，經審查後制定《國立大學合併推動辦法》。其中教育部有權邀集學者組成審議委員會，由審議委員會提出整併規劃，在不需學校校務會議同意下，直接要求國立大學整併。教育部並組成合併推動審議會，公布整併藍圖，開始展開大學整併工作。對於合併案，教育部分成「由下而上」和「由上而下」兩種模式。前者由學校間自發性討論、並提出整併規畫，再由教育部相關專業委員會審查；後者則由教育部主導，透過整併推動小組彙整，選定值得推動的案例。推動整併的學校基本設定是同個縣市裡存在2所以上大學，且其中一校規模極小者優先。
同年11月，教育部部長蔣偉寧在立法院審議教育部預算時，表示整併小組已對少子化造成財政困窘、大學過多、招生問題、資源分配不均通盤檢討，初步計畫以「總人數低於1萬人、同縣市有2所以上國立大學」為優先考量，至少有6所適合大學，而將整併成3所，藉由合併通識課程、行政工作等有效運用資源。教育部並計畫在103學年度完成合併，但蔣偉寧不願意點名學校名稱。不過在53所國立一般大學與技職校院中，許多學校學生人數已經低於1萬人，且有19間學校同時符合各縣市超過2所公立大學、且學生人數低於1萬人標準。當中大部分教育大學學生人數都不足1萬人，而新竹教育大學、屏東教育大學和臺北教育大學也符合蔣偉寧提出的整併條件。
這使得新聞媒體推測教育部的考慮目標，包括清華大學與新竹教育大學、屏東教育大學與屏東商業技術學院、臺灣大學與臺北教育大學等，已經進行討論、並曾向教育部溝通的學校。不過雖然成功大學和臺南藝術大學多次傳出合併意見，但臺灣大學與臺北教育大學更早之前便宣告合作破局。不過蔣偉寧還表示希望隔年2月至3月，主動召集符合條件的國立大學協商討論，以讓整併案在103學年度有機會成功。但儘管教育部根據《大學法》能自行推動合併案，但基於尊重大學自主立場，仍希望合併案由大學主動提出，並藉由學校合併達到資源分享互補。

### 重啟與暫緩
早在2011年8月1日，新竹教育大學新任校長陳惠邦上任，清華大學校長陳力俊就率領一級主管出席就職茶會。之後新竹教育大學計畫憑藉自身傳統與師資，一方面積極與清華大學交流合作，並加入臺灣教育大學系統；另一方面強化師培教育，並與新竹縣政府簽署在竹北市豐田國民小學、麻園國民小學、六家國中創新學程的發展合約。同年，清華大學與新竹教育大學重新啟動整併案討論，雙方在協商中逐漸獲得共識；然而教育部此時不抱持樂觀態度，認為光靠兩校自主討論將不斷推遲合併案，學校師生同時出現贊成和反對整併的意見。
2012年6月，已經談及合併細節的兩校，向教育部提出整併經費需求，但教育部認為要求金額與補助經費落差過大。併校討論會議基於併校所需經費和未來員額未獲教育部承諾提供，在無法提出方案的情況下，決議暫緩協商。討論會議亦計畫在確定經費來源後，才重新啟動併校計畫、且送至校務會議討論，兩校則先持續維持密切合作關係。2013年5月，教育部部長蔣偉寧至立法院報告高等教育評鑑制度時，表示經專案小組仔細分析各校狀況後，已經鎖定將3所小型公立大學與附近3所公立大學整併成3間學校，計畫在2014年8月前完成公立大學整併，但不願公布校名以避免引起爭議。
新聞媒體則認為有意願合併者，分別為成功大學與臺南藝術大學、清華大學與新竹教育大學、屏東教育大學與屏東商業技術學院等6所公立學校，屏東教育大學與屏東商業技術學院更已簽署合校議定書。對此教育部積極協調，計畫3所公立大學整併、及6所私立學校轉型後，大學院校數量能從162所降至153所。但儘管新竹教育大學校務會議同意合併案，清華大學也有此意願，但後者要求教育部增加資源，在不接受整併案以提供資源為先決條件下，教育部將合併案暫不列入整併名單中。
對此清華大學行政副校長葉銘泉認為，教育部應當提供經費支持、且獲學校多數師生共識，否則不能保證如期整併。直到2015年，教育部規劃高等教育創新轉型方案，提出補助經費和名額跨縣市等誘因，藉此加速大學整併，同時發文鼓勵國內大專院校合併。教育部在後頂大計畫預算編列中，也計畫提撥總經費一成、約80億元的預算，鼓勵合併、聯盟、退場與轉型。

## 第二次討論

### 重啟談判

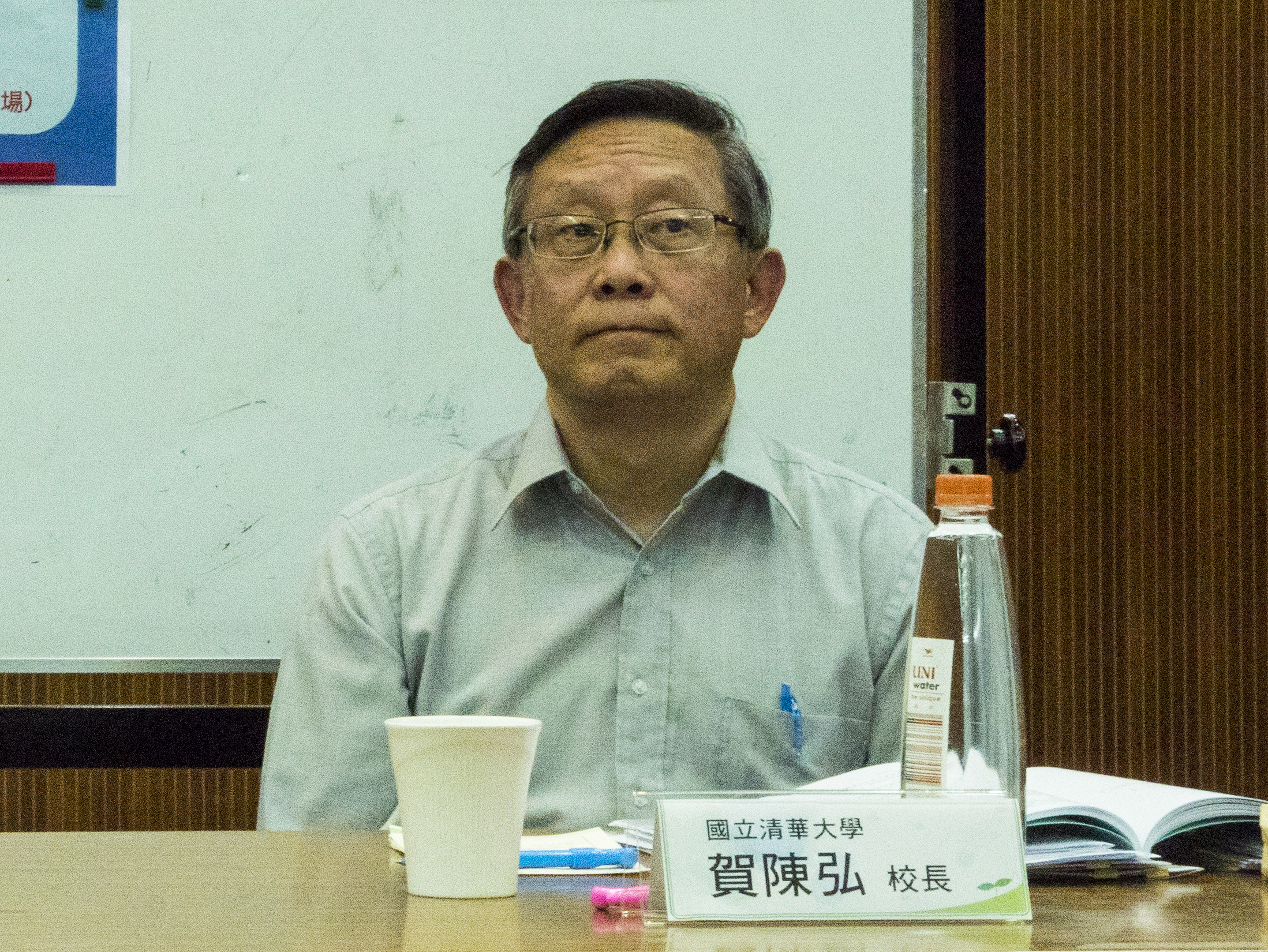
在併校過程中，清華大學校長賀陳弘提出「清華3.0」概念。

2015年3月，清華大學和新竹教育大學重新啟動談判，雙方每個月召開會議討論，清華大學也擬定出意向書。清華大學計畫在與新竹教育大學整合後，兩校共同核心理念訂為提升學生教育，一方面在學術方向部分，能夠發展成培養科技和人文兼備長才的大學單位；另一方面在學校規模部分，則能建構規模適中、更完整的綜合性學術大學，提升教學及研究能量。其中除了能提高國際能見度，甚至進入全球大學排名前百名，同時也能發展成北台灣中小學師資的重要力量。
清華大學也認為併校後，將能提供學生更大範圍的教學平臺，同時強化與社會連結，並在此基礎上提出成立醫學系等可能提案。清華大學校長賀陳弘更提出「清華3.0」概念，計畫與新竹教育大學合併後，未來增設藝術學院與教育學院，提供學生更豐富的跨領域學習環境。同時陳惠邦則表示新竹教育大學願意放棄獨善自身的權益，以更遠大的學術目標作為共同願景。同時他表示兩校原本關注的領域有所不同，新竹教育大學在教育學院和藝術學院上長期具有特色，清華大學則以理工科系為主，未來兩校結合將能成為含括所有學院的大學。
當中以理工科系為主的清華大學教師員額約有680人，主要以教育、藝術學院為重心的新竹教育大學教師員額約有230人。而合併後的清華大學學生人數，將從12,000人增加至16,000人。由於兩校合併後不會裁減教師員額，師生比將從1比18降至1比16，學生擁有更完善的教學環境，且豐富通識課程的內容。兩校重複的中文、外語，數學、學習科學等班級，合併後將會調整人數，並且減成1班招生；但將新增「藝術設計科系」，加強理工人文化創新與設計力。
根據原本計畫，合併後的新竹教育大學將更名為「新竹教育學院」，保留教育學院、原來重點科系藝術學院則列為中長期計畫。不過之後計畫改為，在清華大學新建校區尚未完成前，教育學院、藝術學院會留在新竹教育大學，直到清華大學南校區西側校區設施完成後，便全面搬遷。原本新竹教育大學位處新竹市市區的校區，則發展成清華大學創新發展基地，在此規劃發展新興產業、國際化等相關項目。清華大學則規劃在南校區西側的6.4公頃土地，新建教育學院、藝術學院、學生宿舍、餐廳及增設學生讀書區。

### 合併擔憂
為了保障學生權益，合併後的新竹教育大學學生全數能在原科系就讀至畢業；同時規劃畢業證書自合併生效日後，畢業大學將能夠標示成清華大學，且尊重學生選擇而能加註原入學校系。不過對於合併案，新竹教育大學校方在態度上儘管表態支持，但校園內部仍有教授擔憂因部分系所消失，而存在安頓問題；同時清華大學提出的意向書願景模糊，部分新竹教育大學教師認為在合併後，將因無發言權而喪失權益。
與此同時，清華大學統計學研究所教授黃榮臣、趙蓮菊與榮譽退休教授周若珍等人發起反對連署，認為清華大學的意向書願景與自身長期發展特色不符，亦未分析併校利弊得失、預測願景各階段進程，也不曾評估合併初期，水準必然下降的可能影響與因應辦法。當中由於清華大學較重視國際排名，國際學術評比主要看重學術論文；但過往新竹教育大學則重視教學，部分教授擔心拉低學校論文的引用比例，進而影響排名。而清華大學學生會會長徐光成則憂心，由於學校規定大學一年級新生需要住宿，未來新竹教育大學學生入住後，高年級學生抽籤機率將會減少。
對此新竹教育大學校長陳惠邦則表示，在現實上清華大學屬於大型學校，因此清華大學願意接納規模較小的新竹教育大學，為兩校合併案的成功關鍵。同時他認為兩校發展方向不同，自己也擔心合併會拖累清華大學的學術排名；不過之後他表示合併學校後，將能使學校院系將更加完整，能夠有利於清華大學提升世界排名。而教育部則表示將會進一步了解，但尊重兩校校務機制推行的合併案，教育部對此則暫時不會介入。
到了2015年11月，清華大學和新竹教育大學分別通過校務會議，並在1周內將合併意願書發文至教育部，為7件公立大學合併案中進度最快者。而合併計畫經過教育部備查通過後，最快隔年便能共同以「清華大學」名義招生。

### 教育部規劃

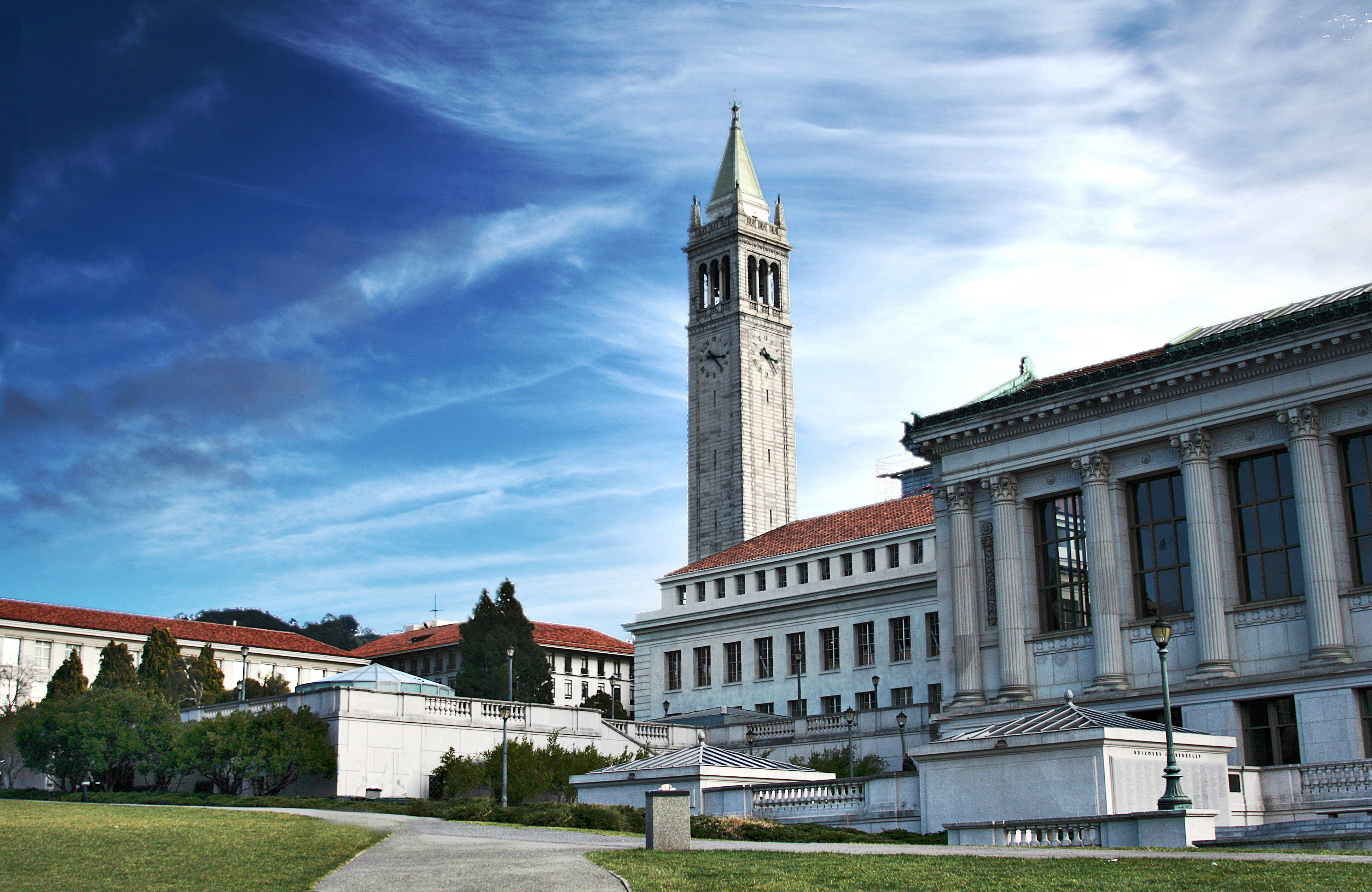
清華大學規劃新竹教育大學的部分，能夠扮演類似美國加州大學柏克萊分校教育學院的角色。

2016年1月，教育部高教司長李彥儀表示當前大專院校規模普遍較小，不含軍警校和國立空中大學在內，50所公立大專院校中，只有18所學校學生數超過10,000人，占36%，且僅有5校學生超過15,000人。在108所私立大專院校中，只有38所學校學生超過10,000人，占35%。考慮英國、法國、德國、日本、中華人民共和國等國家近年積極推動大學整併，藉此降低成本並提高辦學績效，教育部在《大學法》修正後亦能主導公立大學整併，因而計畫持續積極鼓勵公立大學合併，教育政策將延續且維持大方向。
除了清華大學和新竹教育大學的合併案外，教育部亦將陽明大學和交通大學、成功大學和臺南藝術大學、臺東大學和臺東專科學校的合併視為政策目標，希望提升整體高等教育競爭力。不過教育部將自身定位在促成合併案的角色，並承諾併校後經費、教師員額及招生量不會減少，且能在合理情況下額外提供補助，以規劃在未來7年內推動8所至12所公立大學合併。而在交通大學與陽明醫學大學合併的爭論中，曾提出關閉50所至60所大學的教育部部長吳思華，也表示清華大學和新竹教育大學合併後的領域將能互補，進而加強教育功能。
與此同時，清華大學校長賀陳弘也曾表示希望兩校合併後，新竹教育大學的部分能扮演美國加州大學柏克萊分校的教育學院角色，對加利福尼亞州的翻轉教育和創業帶來龐大影響。除了擴大清華大學實力外，新竹教育大學部分亦能獲得支持，發展科學教育、實驗教育及創新教育。教育部還擬訂退場專法《高等教育創新轉型條例》，再度鼓勵大學組成聯盟、合併減招、推動轉型，計畫5年內完成50所大學合併或轉型，並在7年內推動8所至12所公立大學合併。
當中法案授權教育部未來能夠公布輔導學校名單、各大學註冊率、財務狀況，也能主動向法院申請解散經營不當的學校。同時鼓勵優質大學有具體階段性目標地組成聯盟和系統，朝向國際化合作招生發展。另外將藉由公立大學的合併，以提高國際能見度、整合區域資源，也鼓勵有意願的私立學校合併。該草案在經行政院審查、並向行政院院長張善政專案報告後，計畫在2月送至立法院審核；教育部並希望同年6月通過，以適用在7月新生志願選填。

## 校際會議

### 清大通過

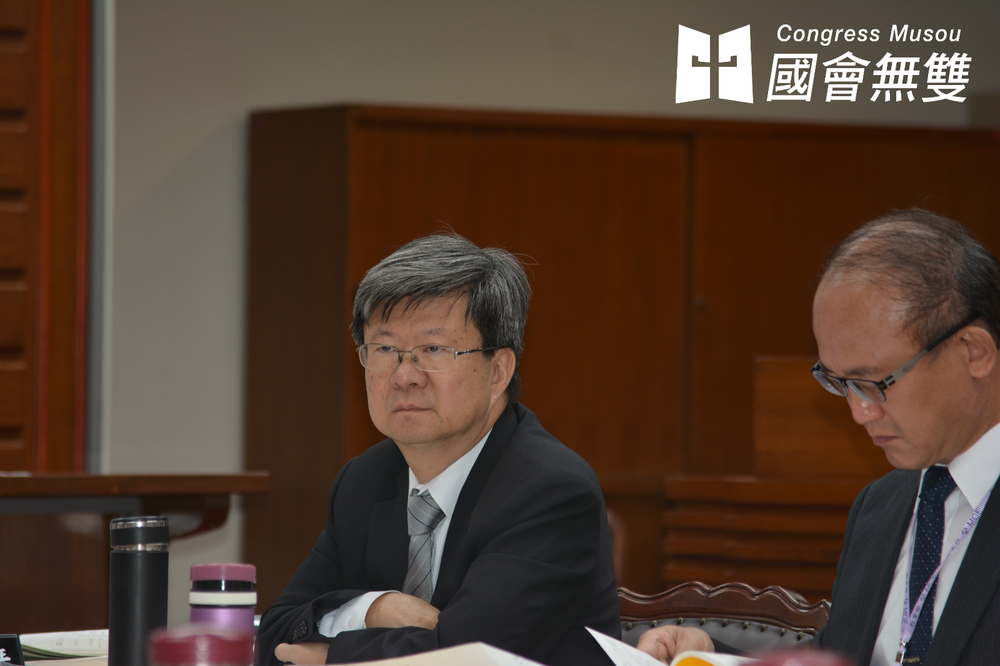
教育部部長吳思華曾表示將持續推動大學整併，並期望達成「一加一大於二」的效果。

2016年3月，由於臺南藝術大學學生至立法院抗議教育部整併推動小組主導的與成功大學間的合併案，教育部決定依立法院決議，在5月20日前暫緩推動所有公立大學合併案。對此教育部部長吳思華表示，大學整併將持續且穩定推動，並重視溝通協調以達「一加一大於二」效果。為此，清華大學對學校師生、職員做出意見調查，當中大部分贊成，並最快在4月中旬的校務會議討論，且擔心因這次暫緩而拖延。清華大學副校長周懷樸表示，清華大學與新竹教育大學已長期推動合併案，認為教育不應牽涉政治、而應由兩校規畫和師生看法為主。
在教育部表示暫緩公立大學合併案後，新竹教育大學隨後也舉辦全校教職員投票，有70%支持合併案，這讓陳惠邦對於校務會議結果正面看待。4月13日，清華大學召開長達6個小時的校務會議，討論與新竹教育大學的合併案。95名會議代表中，有93人出席會議，包括教職員和10名學生代表。清華大學校務會議經意見討論和投票表決後，以51票贊成、26票反對、1票廢票，通過與新竹教育大學的合併案。不過清華大學教授黃榮臣則認為，教授升等會議都採三分之二出席者同意的規範慣例決議，但合併案採取過半同意，實際上結果應是「否決」。
然而這次合併案仍引起教育界振奮，教育部部長吳思華表示教育部非常支持兩校合併，認為合併將在在國際上更具競爭力，且為國內學術發展帶來助力；他也希望透過清華大學的學術實力，支援教育領域的發展，並祝福新竹教育大學在4月25日的校務會議上得以通過合併案。賀陳宏則表示雖然合併學校仍有不同看法，但所有人都同意頂尖大學能為社會做出更多貢獻，除了肯定這一價值外，並認為合併後將使清華大學成為頂尖大學的新典範。
另一方面，陳惠邦則表示在老師安置與學系重疊問題上，許多老師對於未來安置有疑慮，但經多次座談後仍會尊重老師意願；若老師不願意至合併後的相對應系所，學校會協調至其他系所或職務工作，這讓反對聲浪逐漸減少。而依照規定，在新竹教育大學校務會議通過合併案後，將會呈報給教育部審查，兩校則最快能在106學年度合併招生。

### 遭到質疑

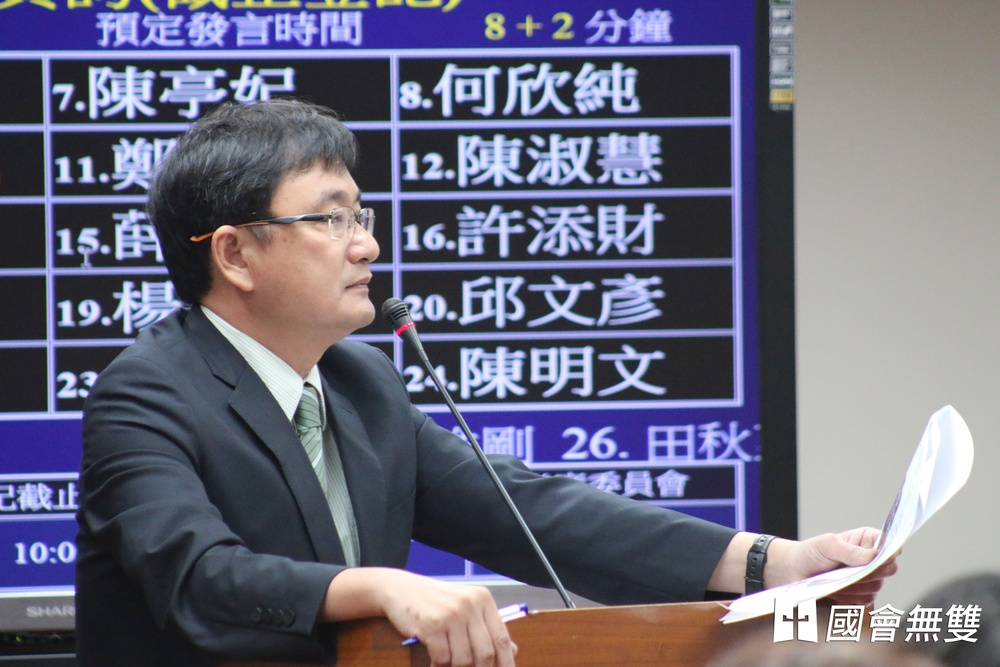
民主進步黨籍立法委員黃國書曾與清華大學教師和學生舉行有關併校案的記者會。

清華大學校務會議宣布通過合併案後，許多清華大學教師和學生質疑合併效果；並認為合併過程具有爭議，包括引用錯誤的議事規則通過。前清華大學材料工程學系主任周卓煇認為，清華大學採行商業性質的世界排名體系，而與新竹教育大學合併的效果不彰；且有關往後行政人員縮減、及同性質系所重疊等問題，教育部應該說明合併效益。清華大學數學系教授陳國璋也發文給全校老師，表達對於合併案的憂心，並認為清華大學尚未準備完成。
4月19日，清華大學學生會表態要求暫緩合併，批評校務會議過程、資訊對學生不透明，且會議漠視學生、理學院數學系、統計所、及人文社會學院等受影響系所的意見。清華大學學生會也認為在學習資源飽和的情況下，校方未提供交通、生活機能等評估，因而提出重視學生意見、增加代表席次；重啟會議討論、先有共識再決議、確保學生參與；提出學習資源、生活資源衝擊評估；反對校方「先合併、再討論」態度等訴求。
而在同日，民主進步黨籍立法委員黃國書也與清華大學師生舉行記者會，要求教育部協助釐清爭議，並履行立法院要求暫緩大學整併計畫的決議。不過對此，清華大學校方則表示參與校際會議的學生代表共10人，符合《大學法》要求學生代表經選舉產生、人數不得少於校際會議人數10分之一的規定；且承諾學校將組成專案小組，協調處理相應系所在學術、教育、生活等各項併校時的問題。清華大學學生會和新竹教育大學學生議會部分學生，共同組成竹清併校監督小組，認為併校資訊不夠透明、合併過程過於急促而希望暫緩，並計畫遞交請願書。
不過清華大學教授趙蓮菊等人仍質疑校方曾以公文遊說教職員，將教育部合併就能取得26億元作為誘因；黃榮臣更表示如果教育部將合併案核報給行政院，將會向監察院陳情，清華大學學生會會長徐光成也表態支持教授。對此教育部高教司大學經營及發展科科長曾新元表示，合併案仍須等待新竹教育大學通過，且因審查合併計劃書的過程，將無法在5月20日前決定。同時教育部提供的26億元，僅用於新竹教育大學遷校後的教學大樓興建，最終金額核定尚須討論。

### 反對行動
清華大學和新竹教育大學合併的議題，很快也在網際網路上出現熱烈討論，以匿名留言為主的Facebook專頁「靠北清大」更出現性別、學校和階級上的歧視文字，此舉更引起許多學生反感。4月21日，竹清併校監督小組成員朱智宇與10多名新竹教育大學學生，將網際網路匿名的歧視留言製成牌子抗議。學生批評兩校未積極處理歧視言論，而在合併後可能遭遇到相同處境；同時認為雙方都未將合併資訊透明提供給學生，導致學生慌張、將累積的情緒具體化在網際網路上進行人身攻擊，要求學校在尚未與學生進行清楚、完善的溝通前，反對學校合併。對此新竹教育大學表示Facebook匿名留言內容難以控管，在不能禁止發言下，只能呼籲學生自制；清華大學則表示已不斷溝通協調，並舉辦多場說明會聆聽師生意見。
4月24日，反對併校的學生在清華大學60周年校慶會場拉起白布條抗議，要求暫緩並重啟討論。同時竹清併校監督小組成員朱智宇則指出校方資訊不透明，導致新竹教育大學學生遭到清華大學學生批評，希望暫緩併校程序、並釐清學生憂慮，提供讓兩校學生分辨併校優缺點的機會。到了晚上，清華大學校長賀陳弘發出公開信，呼籲學生理性交換意見。他表示已注意到學生們的憤怒，但認為許多憤怒來源源於網際網路上傳播的不實謠言，甚至把師長和行政人員妖魔化，呼籲學生不應跟隨網路謠言的內容。他並提到清華大學為了合併學校的議題，已舉辦5場以上專屬學生的座談會，但學生除了第一場外都鮮少參加。
對此賀陳弘認為現在抗爭學生認定學校不溝通、亦不聽取解釋說明，因此邀請學生共同平等、誠意、理性地溝通討論。清華大學學生會會長徐光成表示願意溝通，但仍要和校方討論時間與地點等細節。同時他批評清華大學在通過併校案的校務會議上，忽視學生和合併後受衝擊系所的意見，對此清華大學學生會反對校方「先合併、再討論」態度；同時提出兩點訴求，包括希望清華大學在5月10日召開臨時校務會議，重新針對4月12日的併校案提出覆議，並希望暫緩新竹教育大學臨時校務會議等併校程序。不過清華大學表示校務會議決議的效力，無法由校長個人宣布無效；且新竹教育大學長期是獨立自主大學，清華大學不應在合校前便向對方校內會議提出意見，此舉動反而不尊重前者。

### 竹大通過

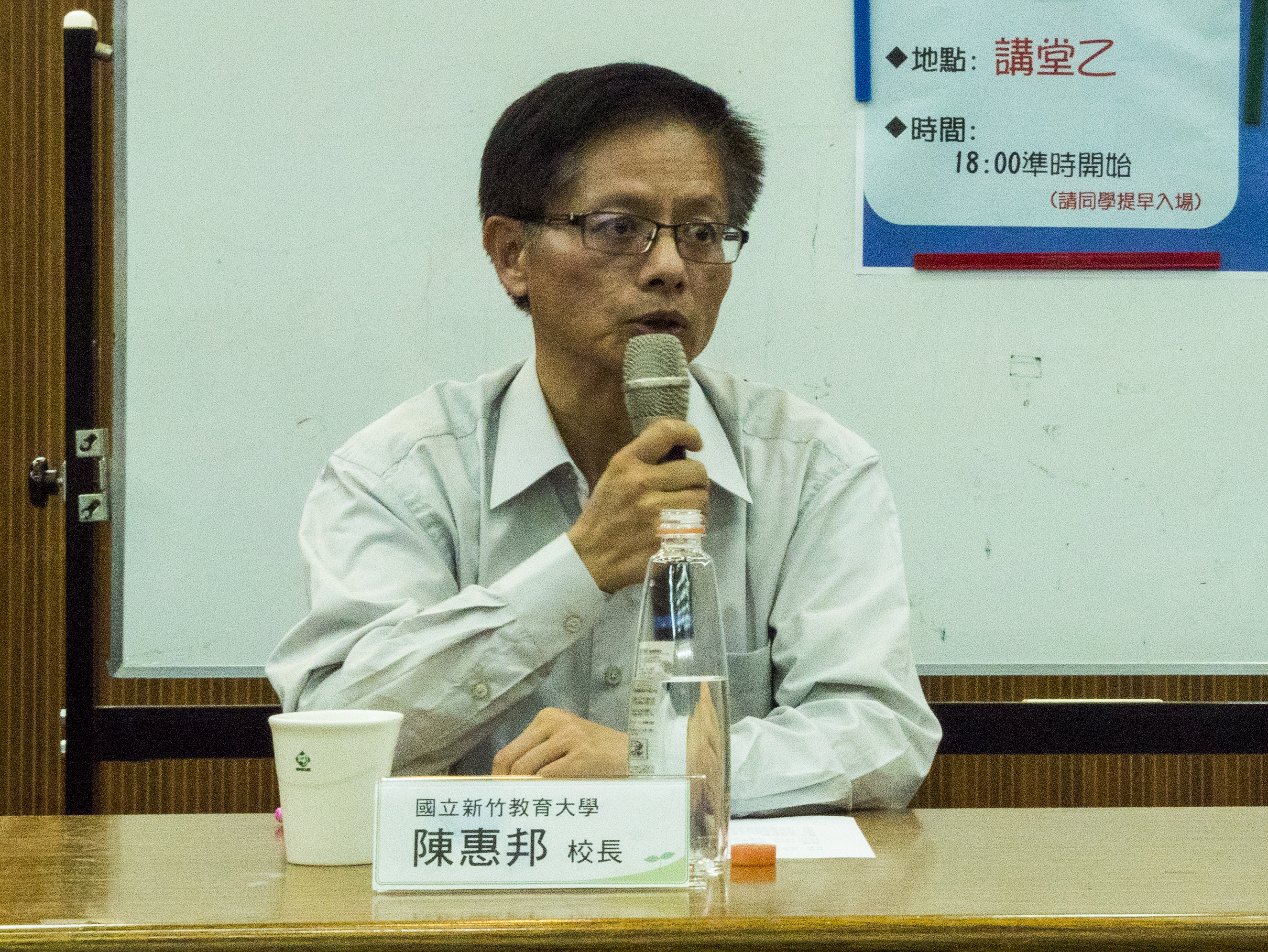
在校長陳惠邦的主持下，新竹教育大學臨時校務會議通過兩校合併意向案。

4月25日，新竹教育大學臨時校務會議以過半票數，通過兩校合併意向案；計畫在完成校內程序和相關業務後，將把合併計畫書將送至教育部審查，通過後再提報行政院核定，最快106學年度合併，可能成為公立學校整併第六起案例。當中也確定往後以清華大學為保存校名，並以清華大學校名對外招生。對此，陳惠邦表示兩校合併，長期以來都是透過「由下而上」的協商，新竹教育大學也多次召開協調會議，針對教師和學生各式疑慮逐一解答。
清華大學教務長戴念華則表示正面看待新竹教育大學通過合併案，其中認為併校後受影響最大者，由於清華大學自身已經存在類似學系，主要為新竹教育大學中文學系、應用科學系和應用數學系，而新竹教育大學這3個科系將在併校後停止招生，但仍然會持續開課至學生畢業。教育部高教司司長李彥儀則表示，兩校合併採行「由下而上」，教育部表示尊重和支持，且承諾會向行政院爭取26億元經費補助。
原先的竹清併校監督小組確認新竹教育大學同意併校後，仍質疑併校後的畢業證書註記方式，擔心原本新竹教育大學學生將取得清華大學畢業證書，反而影響清華大學聲譽。新竹教育大學學生成員則認為，未來兩個校區的學習資源、宿舍、生活圈等資訊並不透明，受影響系所的未來選修課亦不夠清楚。對於相關代表提出的數點疑慮，陳惠邦表示將持續協商教師未來安置系所、或在新系所內部的定位，以讓學校教師放心，且職員和約用人員則會全部納編。
另外透過併校工作小組協調，也將處理學生在意的學習資源、生活資源、兩校區的交通接駁等問題。清華大學和新竹教育大學則依照併校案計畫，在兩校分別完成校內程序後的1個月內，成立各項工作圈，針對教務、學務、總務、圖書館、共同教育等相關議題，邀請兩校學生深入討論，並逐一修訂「合併計畫書」相關細節，而清華大學校長賀陳弘也邀集學生展開對談。同時學校方面承諾直到消除教師和學生所有疑慮，才會送交教育部審議。

## 獲得確認

### 提出訴訟

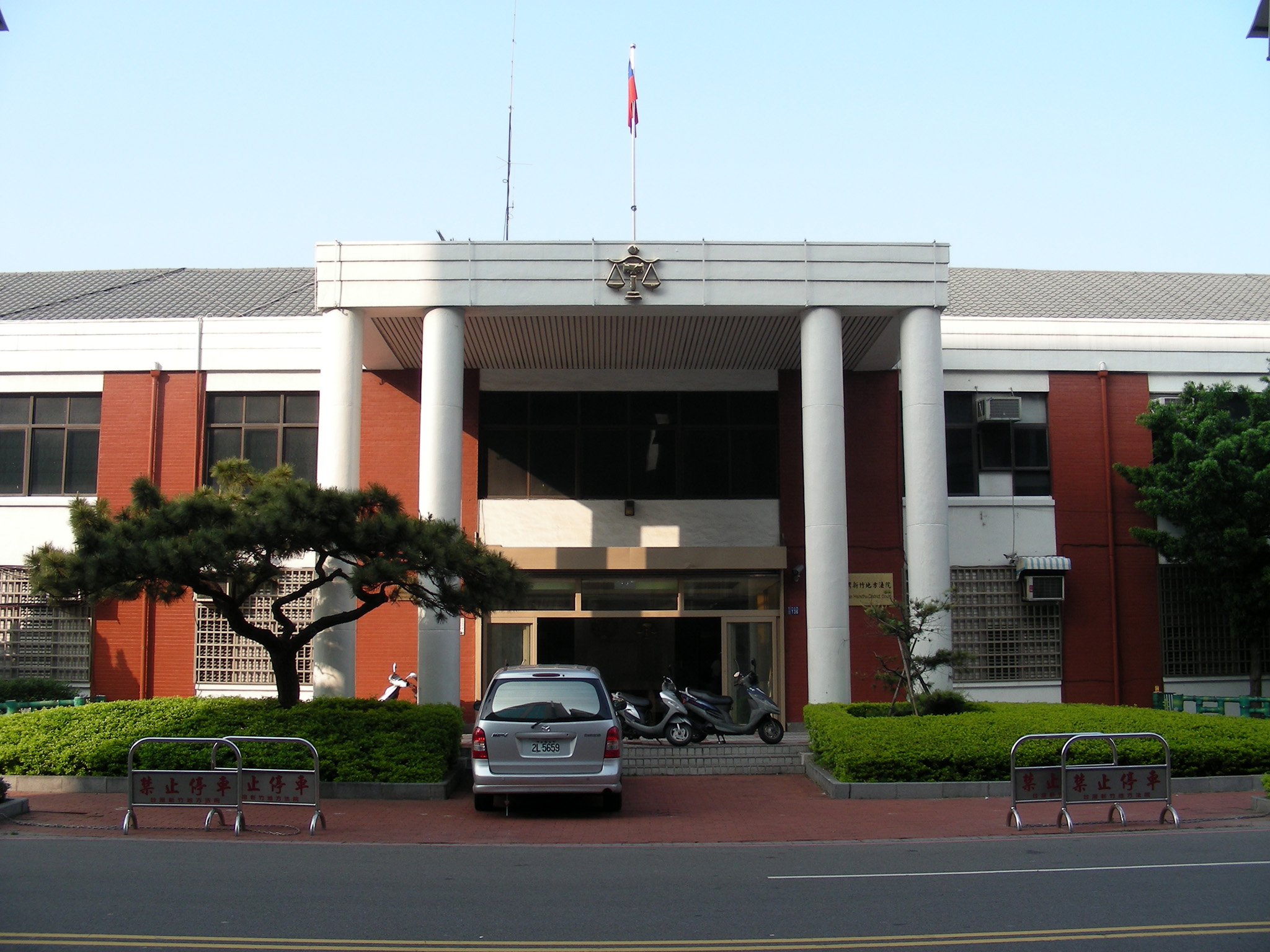
6月6日，23名清華大學教授向臺灣新竹地方法院提起民事訴訟，要求撤銷併校決議。

6月6日，清華大學材料學系教授周卓煇與幾名教授代表，帶著其他23名清華大學教授連署書，向臺灣新竹地方法院提起民事訴訟，控告清華大學校務會議在處理合併案時破壞民主並違反程序正義，希望藉司法程序撤銷已經通過的併校決議。周卓煇表示，清華大學校務會議同意與新竹教育大學合併的決議，是校長賀陳弘違反程序正義後的結果；並批評賀陳弘違法引用錯誤條文，誤導與會人士和會議後續進行，造成投票過程混亂、並全程喪失程序正義。同時，周卓煇認為，這次提案對於清華大學為重大議題，應加強限制並嚴格管理，法院應考量當中種種弊端而撤銷此案。
另一方面，告訴方委任律師劉繼蔚表示，提告是依照《民法》第56條第一項，希望透過司法程序撤銷校務會議上的合併學校決議，近期也會向行政法院提起行政訴訟。不過對此，清華大學教務長戴念華回應，校務會議通過併校提案的過程並無問題，對教授不同意見與司法調查表示尊重。但戴念華也表示，在《國立清華大學組織規程》中已經提到「校務會議成員總額的2/3以上出席、出席人數1/2以上通過」，且討論過程亦有教授提出另設通過門檻的要求，但多數決議決定過程沿用原本規程，同時會議全程錄音並公布在網頁上。
而在6月8日，臺灣大學、清華大學、臺灣師範大學等學校學生代表串連成立「大學法改革陣線」，共有16所大專院校參與，並提出《大學法》修正草案。其中，臺灣大學學生會副會長兼大學法改革陣線召集人鄭婷尹表示，上半年先後發生政治大學教官強撕傳單、清華大學與新竹教育大學合併案、各校抗議調漲學費等爭議，凸顯學生絕大部分時間仍只能被動接受校方決策。清華大學學生會會長徐光成則表示，校務會議的學生代表僅有10%，學生僅是替校方政策背書的橡皮圖章。

### 中央核定

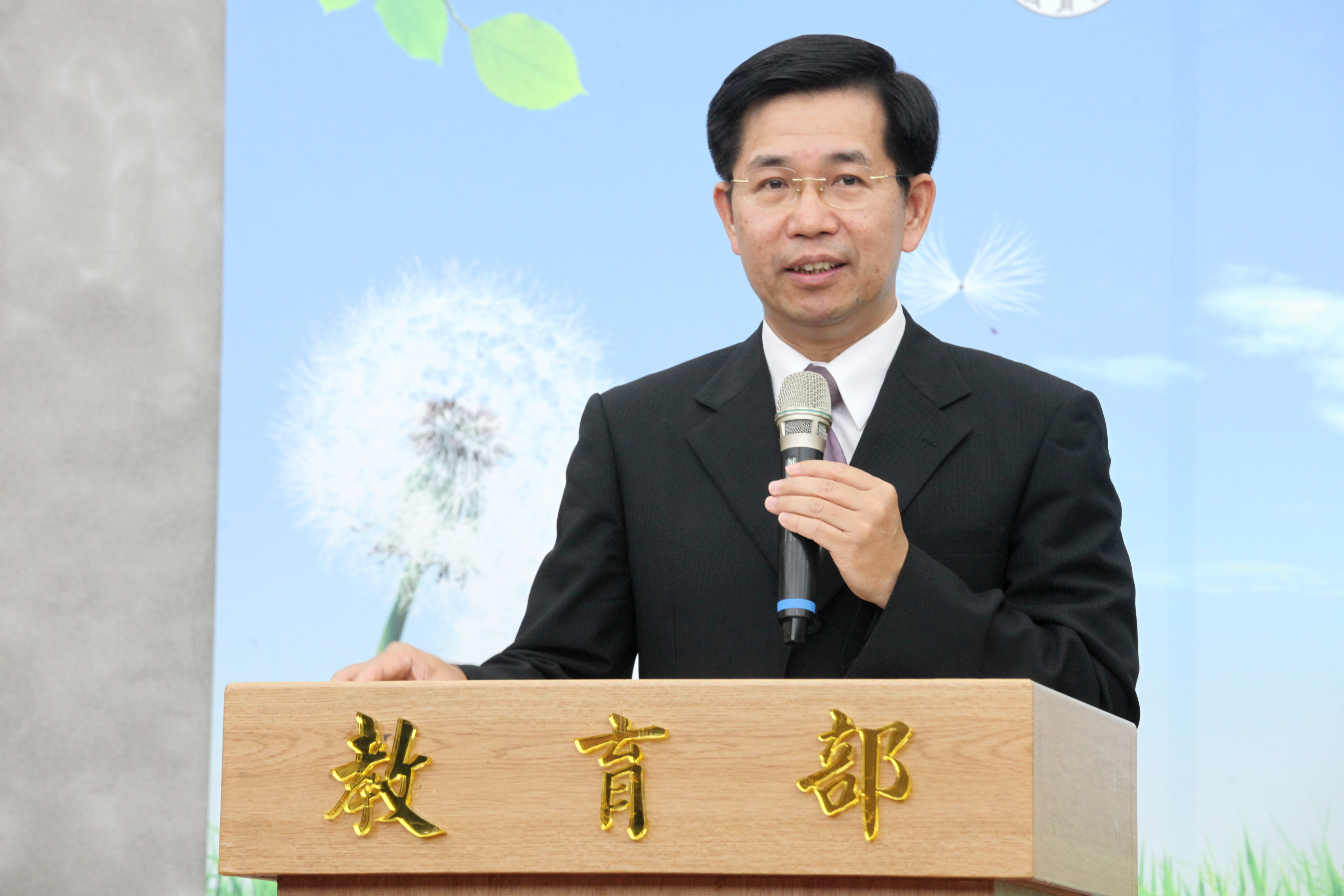
最後合併案在教育部部長潘文忠任內獲得審查通過。

8月1日，教育部部長潘文忠在國立大學校長聯合交接典禮上，表示清華大學和新竹教育大學合併案已經進入行政程序，將送至行政院核定，最快106學年度能正式完成；而教育部也承諾會向行政院爭取26億元的補助費用，最後由行政院決定補助金額。他表示大學整併的目標應是能量更大和特色兼具，而非僅用來解決學生來源減少的問題；在未來十年學生來源減少下，除了透過創新突破困境，大學應該重新思考定位。同時2017年開始，教育部將每年編列50億元預算，以因應大學院校轉型退場。
潘文忠並提到，清華大學和新竹教育大學兩校合併是考量高等教育往後十年的少子化衝擊，「由下而上」推行的公立大學合併案，但花費10年長期談判後才得以有此結果。他還表示大學整併應該「由下而上」，能夠互補不足並建立特色，也希望學校事前討論並朝一致目標努力。清華大學主任秘書李敏則表示兩校已經針對具體細節有初步溝通，例如部分系所合併等事宜。
在教育部積極推動公立大學合併下，國立清華大學與新竹教育大學的合併案最終獲得行政院和教育部審核同意。10月14日，教育部核定兩校合併案。10月15日，清大校長賀陳弘與竹教大副校長林紀慧共同宣布併校。其中賀陳弘強調兩校合併初衷是教育，並將學生視為關鍵。他並表示合併是為臺灣創新社會奠定基礎工程，將發揮跨領域創新，且提升學術和教育競爭力、十二年國民基本教育師資與成效、資源整合及社會貢獻的效益。林紀慧說則表示兩校合併，能讓科技、人文藝術與師培教育資源充分結合，產生相輔相成的最大效益。

### 正式合併
11月1日，國立清華大學和國立新竹教育大學正式合併為「國立清華大學」，並於106學年度開始合併招生。合校後，原國立新竹教育大學改為「國立清華大學南大校區」，系所整併：教育與學習科技學系、特殊教育學系、體育學系、幼兒教育學系、教育心理與諮商學系、英語教學系、環境與文化資源學系、臺灣語言研究與教學研究所、數理教育研究所等，成立「國立清華大學竹師教育學院」；原國立清華大學學習科學研究所與原國立新竹教育大學之人力資源及數位學習科技研究所則各自於106學年度停招，並於2017年新設學習科學與科技研究所，隸屬竹師教育學院；音樂學系和藝術與設計學系共同組成「國立清華大學藝術學院」；中國語文學系、應用數學系、應用科學系、人力資源及數位學習科技研究所等4系所自106學年度起停招，並於合校過渡期成立「國立清華大學南大校區系所調整院務中心」。其中，應用數學系之師資於2016年整合成立「計算與建模科學研究所」；中國語文學系之師資於2017年整合成立「華文文學研究所」並分設華文文學組、華語教學組；應用科學系之師資則分散、融入清大理學院相關系所之中。
合校後，研究與教學將有多面向合作，營造多元學術環境、並提供學生完整學習空間。合校初期原國立新竹教育大學系所教師、學生與行政單位仍於南大校區教學、辦公，在教育學院和藝術學院館舍新建完成將遷至校本部，整合軟硬體資源，共同發展教學研究與跨領域合作。原先清大和竹教大的師生比率偏高，清大為19比1、竹教大為22比1，兩校合併後將使問題可以獲得改善，達到少於16比1的師生比目標。
合校後，兩校重疊系所的教師員額都不會減少，將直接由兩校相加，不過系所主管未來只會由1名教授兼任。清大還規劃30學分的第二專長學程，包括「教育與學習科技」、「幼兒教育」、「教育心理與諮商」、「體育」、「環境與文化資源」、「音樂、科技與健康」及「藝術與設計」等，配合既有的學士班跨領域學習方案，提供學士班學生能多元選擇修習這些雙專長學程。同時配合十二年國民基本教育的推動，清大也將善用理工優勢，培育數理強項師資，以成為全國師資培育與未來前瞻教育研究的重要學校。
清大南大校區在中長程發展規劃中，將轉型為「清華創意與大學臍帶園區」，作為創新產學的互聯基地。其中計畫運用整合後的10所學院優勢，先是修繕現有建築，之後推動教學推廣、研發生產、青創育成，進而建立學術界與產業界的連結，例如開創智慧城市、無人駕駛車、數位創作和多媒材藝術、科學教育、線上傳播互動和移動式虛擬實境、音樂與健康科技、建立國內外高科技醫療院所等。